# 涙色フラストレーション
「涙色フラストレーション」（なみだいろフラストレーション）は、monobrightの4枚目のシングル。2008年10月22日にDefstar Recordsから発売された。キャッチコピーは、「夢を抱け。夢を掴め。自らの存在意義を問う少女の心の叫び。光と影が交錯する十代の心象風景、影の章。」

## 解説
前作から9ヶ月ぶりのリリース。初回生産限定盤と通常盤の2形態で発売。初回盤はDVD付き（収録内容は後述）。monobrightの作品にDVDがついたのはこれが初めての事である。本曲のPVはSPACE SHOWER Music Video Awards '09 ART DIRECTION VIDEOにノミネートされた。

## 収録曲
（全作詞・作曲：桃野陽介、編曲：monobright）
1. 涙色フラストレーション [4:19]
  - テレビ神奈川『saku saku』10月度エンディングテーマ

この曲は桃野が18歳のときに当時交際していた恋人に向けて作った曲。
PV監督は田辺秀伸が担当している。
2. E [3:52]
桃野が札幌から上京する際に作った曲。
3. ハイスクールキュンキュン〜SCHOOL OF LOCK! バージョン〜 [2:10]
TOKYO FM『SCHOOL OF LOCK!』とソニー・ミュージック主催の10代限定夏フェス「閃光ライオット」のアンセムナンバーとして書き下ろされた楽曲。2008年8月31日までの配信限定であったが、今作で初CD化された。

初回特典DVD
1. R+C / LIVE from THE GREAT ESCAPE （UK） at KING & QUEEN
2. バタフライングリップス / LIVE from ROCK IN JAPAN FES.2008 at SOUND OF FOREST
3. 未完成ライオット / LIVE from　閃光ライオット at TOKYO BIG SIGHT

## 収録アルバム
| 曲名                   | アルバム           | 発売日        | 備考                  |
| ---------------------- | ------------------ | ------------- | --------------------- |
| 涙色フラストレーション | 『Monobright two』 | 2009年4月15日 | 2ndオリジナルアルバム |